# Dan Alessandrescu
Dan Alessandrescu (n. 1913 – d. 2000) a fost unul din cei mai reprezentativi medici specialiști în obstetrică și ginecologie din istoria României. A studiat marile sindroame obstetricale și a creat o serie de tehnici chirurgicale larg folosite în ginecologie și obstetrică, care îi poartă numele. De asemenea, a înființat primul serviciu de anestezie pentru femei și nou-născuți din România. A lucrat la Spitalul Clinic de Obstetrică-Ginecologie Polizu și a format o școală renumită de ginecologi obstetricieni.

## Carieră
A absolvit Universitatea de Medicină și Farmacie „Carol Davila” din București în 1937. În 1941 a obținut doctoratul în științe medicale, iar în 1967 a devenit conferențiar și în 1970 profesor universitar. A condus secția de cercetări medicale a Institutului de Ocrotire a Mamei și Copilului. A fost Membru al Societății Franceze de Obstetrică și Ginecologie, al Societății Europene de Obstetrică și Ginecologie, al Societății Internaționale de Obstetrică și Ginecologie.

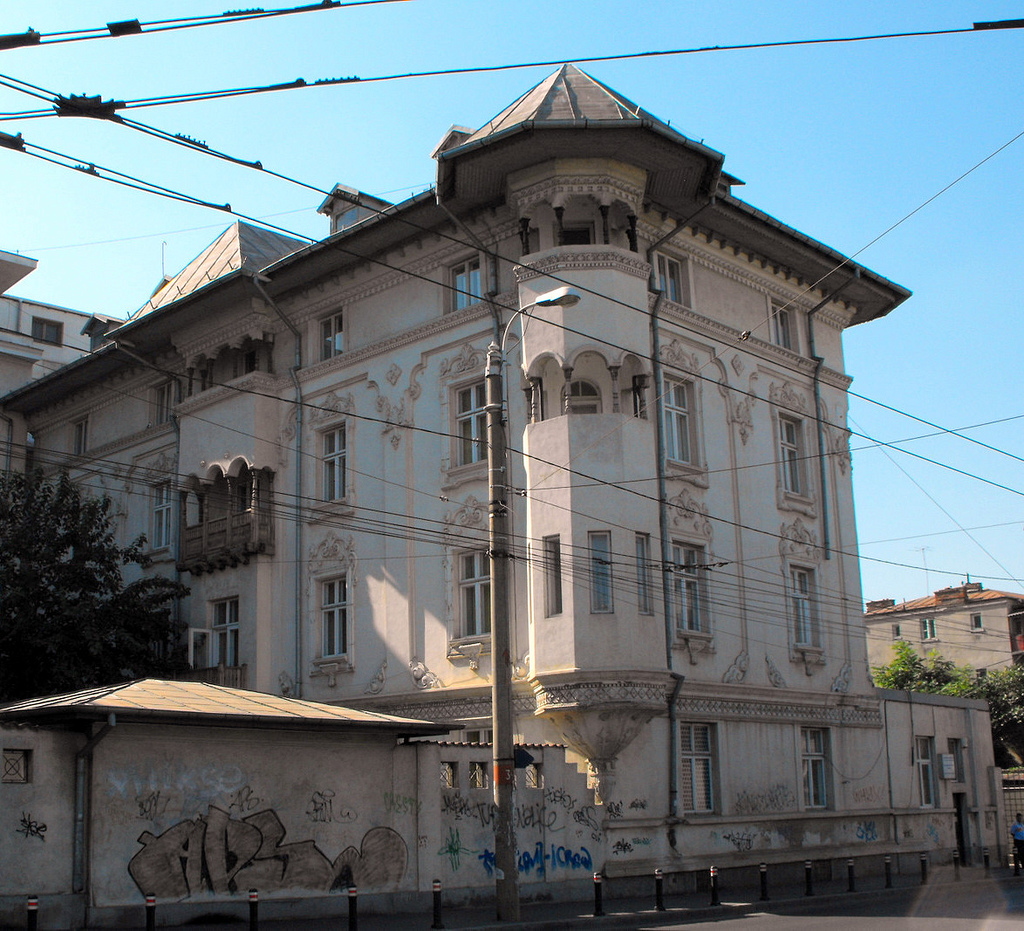
Maternitatea Spitalului Clinic de Obstetrică-Ginecologie Polizu în care a lucrat Dan Alessandrescu

În 1957 a fost numit șef de secție și director al Centrului de Cercetări Științifice Obstetrică-Ginecologie în Spitalul Polizu. În 1962 a fost transferat ca șef de secție la maternitatea Cantacuzino. În 1967 a revenit la maternitatea Polizu. 
La Maternitatea Polizu, Dr. Alessandrescu  și-a dirijat investigațiile spre studiul marilor sindroame obstetricale - cum ar fi cel hemoragic și toxic-infecțios, precum și spre studiul patologiei contractilității uterine și a  gestozelor, a defectelor de coagulare în sarcină, a analgeziei obstetricale, a șocului endotoxemic, depistării suferințelor fetale, îndeosebi anoxiei, și reechilibrării funcționale a fătului și nou-născutului. El a înființat primul serviciu de anestezie pentru femei (1959) și nou-născuți (1961) din România. D. Alessandrescu a creat de asemenea o serie de tehnici chirurgicale larg folosite în ginecologie și obstetrică: histerectomie vagino-abdominală, extracții cu ajutorul vidului în care a utilizat un aparat de construcție proprie (aparatul Alessandrescu), istmopexia și uretrocistopexia directă care îi poartă numele. A adus contribuție importante în tratamentului cancerului de col uterin. Dan Alessandrescu și col. au elaborat un procedeu de neocolpopoieză (crearea unui vagin artificial) cu grefă dermo-epidermică în tratament chirurgical al agenezei vaginale, care este larg folosit în întreaga lume A fost membru al colectivului de redacție al revistei „Obstetrica și Ginecologia”.

## In memoriam
La intrarea în maternitatea Spitalului Clinic de Obstetrică-Ginecologie Polizu, a fost ridicată o statuie a lui Dan Alexandrescu .
În 1992, spitalul Polizu a trecut prin absorbție în structura organizatorică a Institutului pentru Ocrotirea Mamei și Copilului „Prof. Dr. Alfred Rusescu”. Acesta în 2016 a fost redenumit în Institutul Național pentru Sănătatea Mamei și Copilului „Alessandrescu-Rusescu” în cinstea lui Alfred Rusescu (medic-pediatru) și a medicului de obstetrică-ginecologie Dan Alessandrescu, acesta având atât secții atât de pediatrie cât și de obstetrică-ginecologie.

## Lucrări științifice
Dan Alessandrescu  este autor a numeroase lucrări științifice, printre care se numără:
- Probleme de practică și tehnică obstetricală - Dan Alessandrescu, Vasile Luca, 1965
- Atlas de colposcopie - Dan Alessandrescu, Vasile Luca, 1963
- Concepția, sterilitatea, anticoncepția - Dan Alessandrescu, Vasile Luca, 1964
- Biologia reproducerii umane - sub redacția Dan Alessandrescu, 1974

## Legături externe
- "Maternitatea Ana Pauker" pe jurnalul.antena3.ro